# Rollersoccer

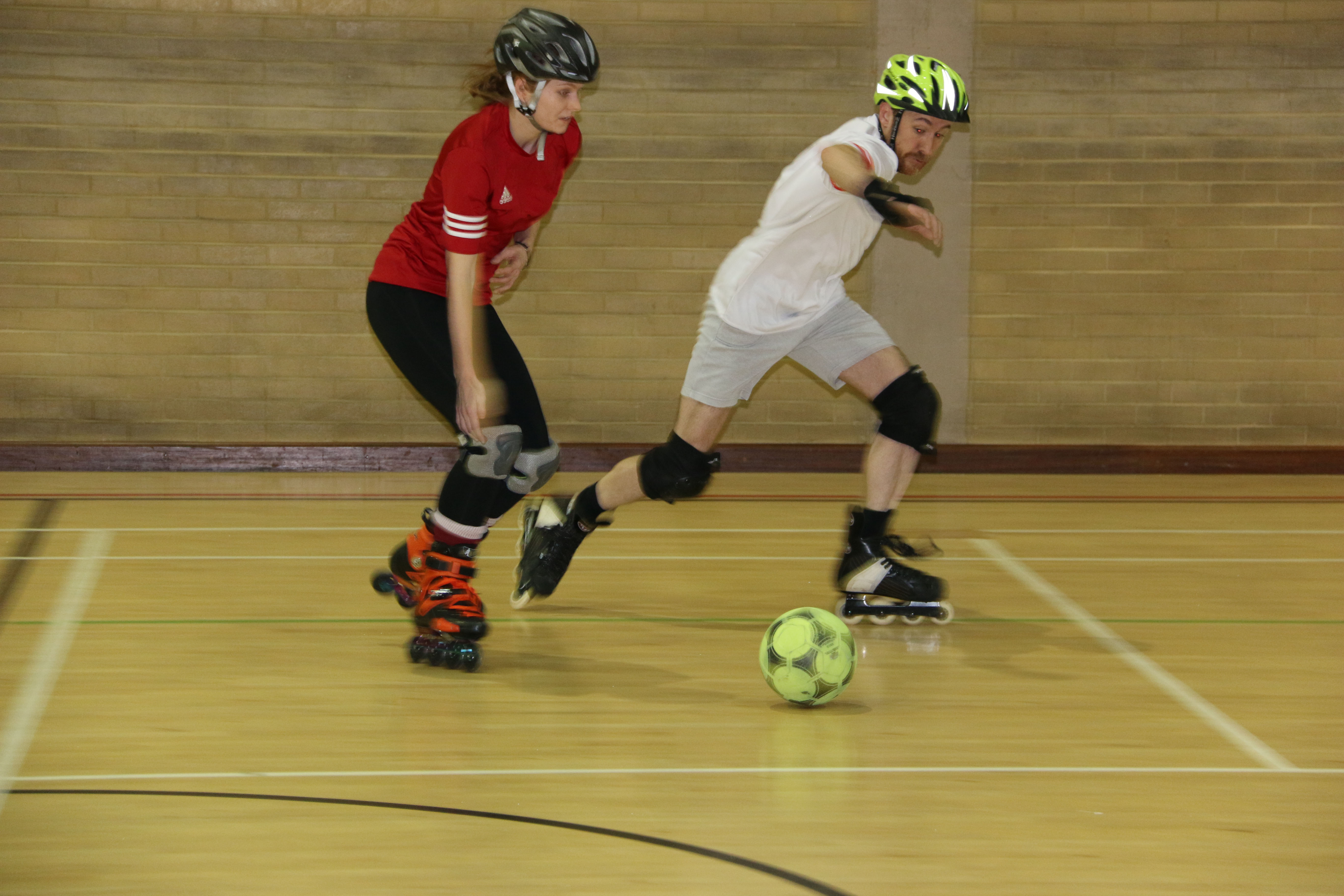
Een rollersoccer wedstrijd

Rollersoccer is een sport waarbij voetbal met skaten wordt gecombineerd. Het is een nieuwe sport die nog door weinig mensen wordt gespeeld.

## Geschiedenis
Rollersoccer is begonnen in de Amerikaanse stad San Francisco. Zack Phillips is de bedenker; in 1995 begon hij het te spelen. In de jaren daarna werd contact gezocht met andere landen, waaronder Nederland waar eind jaren 90 werd gestart met het spelen van rollersoccer. Deze internationalisering zorgde ervoor dat in 2003 het eerste wereldkampioenschap in Engeland plaatsvond.

## Wereldkampioenschappen

### 2003
- winnaar: Nederland
- tweede: Duitsland
- organisator: Engeland

### 2004
- winnaar: Zuid-Duitsland
- tweede: Nederland
- organisator: Engeland

### 2005
- winnaar: Nederland
- tweede: Duitsland (Bremen)
- organisator: Duitsland (Bremen)

### 2006
- winnaar: Frankrijk (Parijs)
- tweede: Frankrijk (Marseille)
- organisator: Zuid-Duitsland

### 2007
- winnaar: Frankrijk (Marseille)
- tweede: Duitsland
- organisator: Frankrijk (Parijs)

## Regels
De belangrijkste regels zijn:
- 5 spelers per team
- 2 helften van 10 minuten
- er wordt gespeeld met een voetbal
- het doel is 3 meter breed en 1 meter hoog
- de keeper mag geen handen gebruiken
- geen slidings
- bij overtredingen gelden ongeveer dezelfde regels als bij gewoon voetbal